# Saint-Symphorien-de-Thénières
Pour les articles homonymes, voir Saint-Symphorien.
Saint-Symphorien-de-Thénières est une commune française, située dans le département de l'Aveyron en région Occitanie.
Le patrimoine architectural de la commune comprend un immeuble protégé au titre des monuments historiques : l'église, inscrite en 1927.

## Géographie

### Généralités
Dans le quart nord-est du département de l'Aveyron, en Viadène (ou Bedène), la commune de Saint-Symphorien-de-Thénières s'étend sur 31,63 km2. Elle est bordée sur environ trois kilomètres au nord-ouest par la Truyère, face aux communes de Brommat et de Lacroix-Barrez, essentiellement dans la partie amont de la retenue du barrage de Couesques. Au nord, un affluent de la Truyère, le ruisseau des Ondes marque la limite avec la commune nouvelle d'Argences en Aubrac sur environ neuf kilomètres. Saint-Symphorien-de-Thénières est arrosée au sud par un autre affluent de la Truyère, le ruisseau des Vergnes, qui est retenu au barrage de Montézic dont le réservoir, dans sa partie nord-est, se trouve sur le territoire communal.
L'altitude minimale, 300 mètres, se trouve à l'ouest, dans la retenue du barrage de Couesques. L'altitude maximale avec 946 mètres est localisée au nord-est, au lieu-dit Thénières.
À l'intersection des routes départementales (RD) 233 et 504, le bourg de Saint-Symphorien-de-Thénières est situé, en distances orthodromiques, onze kilomètres au nord-ouest de Laguiole.
La commune est également desservie par la RD 111.

Représentations cartographiques de la commune
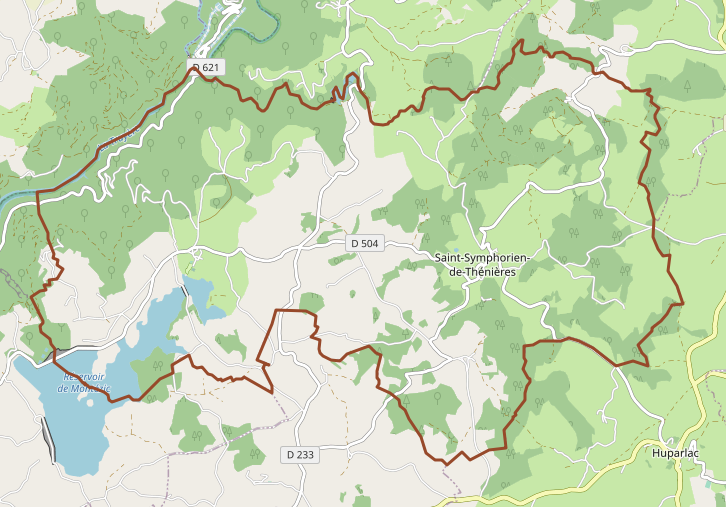
Carte OpenStreetMap.
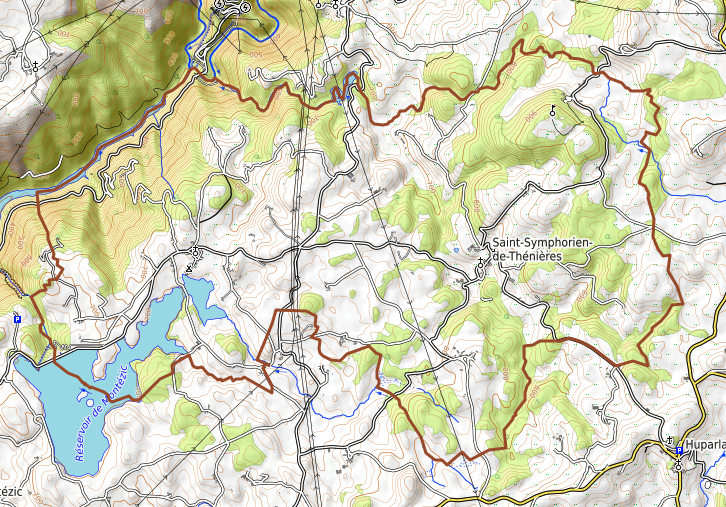
Carte topographique.
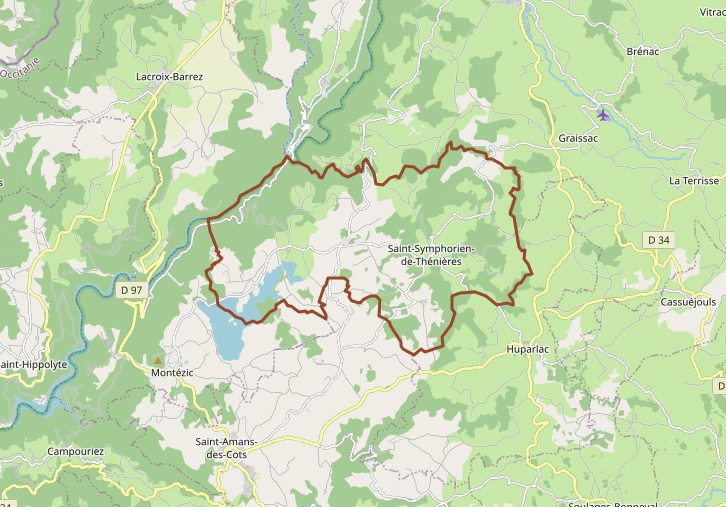
Carte avec les communes environnantes.

### Communes limitrophes
Saint-Symphorien-de-Thénières est limitrophe de six autres communes. Au nord-est, son territoire est limitrophe de celui de Brommat sur moins de 500 mètres.
| Brommat, Lacroix-Barrez | Argences en Aubrac            |          |
|                         | Saint-Symphorien-de-Thénières | Huparlac |
| Montézic                | Saint-Amans-des-Cots          |          |

### Hydrographie

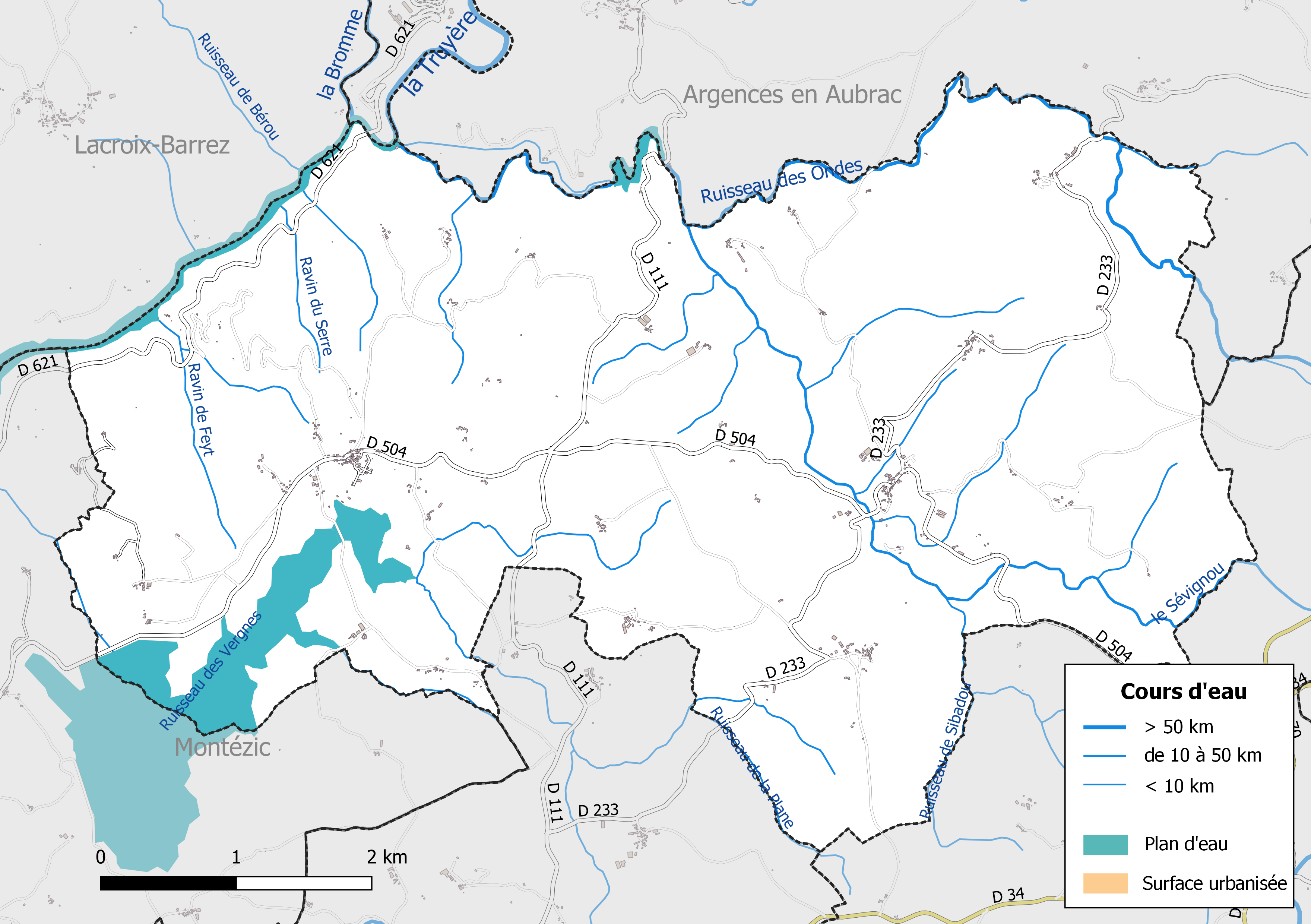
Réseaux hydrographique et routier de Saint-Symphorien-de-Thénières.

La commune est drainée par la Truyère, le ruisseau des Ondes, le Sévignou, le ravin de Feyt, le ravin du Serre, le ruisseau de la Plane, le ruisseau de Sibadou, le ruisseau des Vergnes et par divers petits cours d'eau.
La Truyère, d'une longueur totale de 167,2 km, prend sa source dans la commune de Monts-de-Randon (48) et se jette  dans le Lot  à Entraygues-sur-Truyère, après avoir arrosé 39 communes.
Le ruisseau des Ondes, d'une longueur totale de 13,3 km, prend sa source dans la commune d'Argences en Aubrac et se jette  dans la Truyère à Saint-Symphorien-de-Thénières, après avoir arrosé 3 communes.
Deux lacs complètent le réseau hydrographique :
- Le lac de Couesques est un lac de retenue lié au barrage de Couesques. Il s'étend sur 2,40 km2 et 12 km de longueur. Outre les communes de Campouriez et Saint-Hippolyte, la retenue baigne également quatre autres communes : Brommat et Lacroix-Barrez en rive droite, ainsi que Saint-Gervais et Montézic en rive gauche. Elle est alimentée par la Truyère et son affluent le ruisseau de Gouzou, ainsi que par une trentaine de petits ruisseaux, et sert à alimenter par pompage-turbinage la retenue du barrage de Montézic via la centrale de Montézic[4].
- Le réservoir de Montézic, complète le réseau hydrographique. Il est formé par les digues de l'Étang et de Monnès, la seconde étant pour moitié située sur la commune de Saint-Symphorien-de-Thénières[5].

### Climat
Pour des articles plus généraux, voir Climat de l'Occitanie et Climat de l'Aveyron.
En 2010, le climat de la commune est de type climat des marges montargnardes, selon une étude s'appuyant sur une série de données couvrant la période 1971-2000. En 2020, Météo-France publie une typologie des climats de la France métropolitaine dans laquelle la commune est exposée à un climat de montagne et est dans la région climatique Sud-est du Massif Central, caractérisée par une pluviométrie annuelle de 1 000 à 1 500 mm, minimale en été, maximale en automne.
Pour la période 1971-2000, la température annuelle moyenne est de 9,4 °C, avec une amplitude thermique annuelle de 15,5 °C. Le cumul annuel moyen de précipitations est de 1 273 mm, avec 12,6 jours de précipitations en janvier et 7,6 jours en juillet. Pour la période 1991-2020, la température moyenne annuelle observée sur la station météorologique la plus proche, située sur la commune de Laguiole à 11 km à vol d'oiseau, est de 8,9 °C et le cumul annuel moyen de précipitations est de 1 441,2 mm,. Pour l'avenir, les paramètres climatiques de la commune estimés pour 2050 selon différents scénarios d'émission de gaz à effet de serre sont consultables sur un site dédié publié par Météo-France en novembre 2022.

### Milieux naturels et biodiversité

#### Espaces protégés
La protection réglementaire est le mode d’intervention le plus fort pour préserver des espaces naturels remarquables et leur biodiversité associée.
Dans ce cadre, la commune fait partie d'un espace protégé, le Parc naturel régional de l'Aubrac, créé par décret le 23 mai 2018 et d'une superficie de 220 284 ha sur 62 communes, dont 24 dans l'Aveyron, 12 dans le Cantal et 26 dans la Lozère. Région rurale de moyenne montagne, l’Aubrac possède un patrimoine encore bien préservé. Son économie rurale, ses paysages, ses savoir-faire, son environnement et son patrimoine culturel reconnus n'en demeurent pas moins vulnérables et menacés et c'est à ce titre que cette zone a été protégée ,.

#### Sites Natura 2000

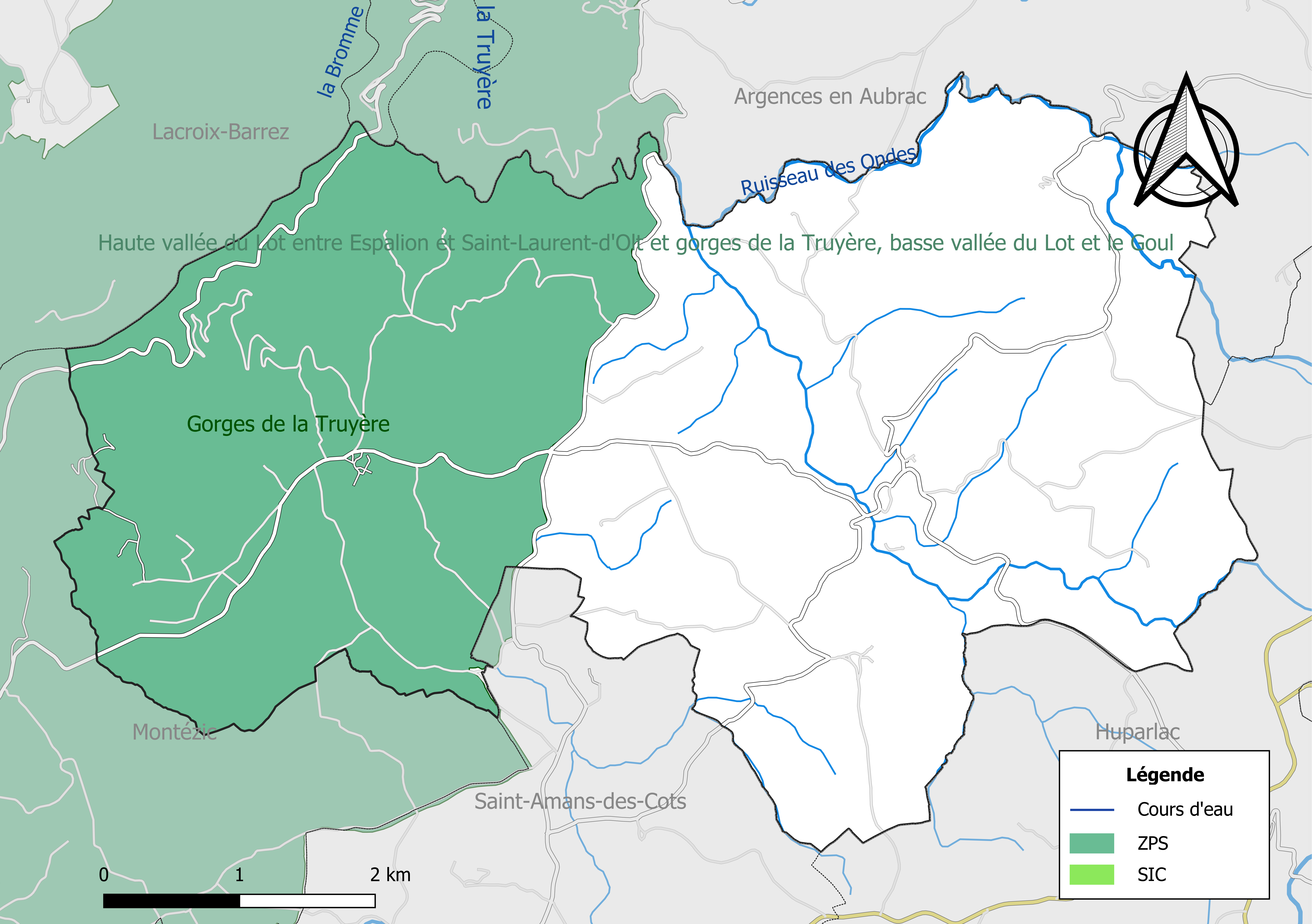
Sites Natura 2000 sur le territoire communal.

Le réseau Natura 2000 est un réseau écologique européen de sites naturels d’intérêt écologique élaboré à partir des Directives « Habitats » et « Oiseaux ». Ce réseau est constitué de Zones spéciales de conservation (ZSC) et de Zones de protection spéciale (ZPS). Dans les zones de ce réseau, les États Membres s'engagent à maintenir dans un état de conservation favorable les types d'habitats et d'espèces concernés, par le biais de mesures réglementaires, administratives ou contractuelles.
Un site Natura 2000 a été défini sur la commune au titre de la « directive Habitats » : 
- la « Haute vallée du Lot entre Espalion et Saint-Laurent-d'Olt et gorges de la Truyère, basse vallée du Lot et le Goul », d'une superficie de 5 653 ha sur 38 communes, dont 31 dans l'Aveyron et 7 dans le Cantal, comprend une partie de la vallée du Lot ainsi que deux de ses affluents : la Truyère et le Goul. Le site est remarquable d'une part du fait de la présence de deux espèces d'intérêt communautaire, la Loutre d'Europe et le Chabot, et de plusieurs habitats aquatiques et forestiers d'intérêts communautaires qui se rapportent aux trois entités paysagères du site[18] ;

et un  au titre de la « directive Oiseaux » :  
- les « Gorges de la Truyère », d'une superficie de 16 681 ha sur 14 communes du département, où douze espèces de l'annexe 1 se reproduisent régulièrement sur le site, parmi lesquelles huit espèces de rapaces[19].

#### Zones naturelles d'intérêt écologique, faunistique et floristique
L’inventaire des zones naturelles d'intérêt écologique, faunistique et floristique (ZNIEFF) a pour objectif de réaliser une couverture des zones les plus intéressantes sur le plan écologique, essentiellement dans la perspective d’améliorer la connaissance du patrimoine naturel national et de fournir aux différents décideurs un outil d’aide à la prise en compte de l’environnement dans l’aménagement du territoire.
Le territoire communal de Saint-Symphorien-de-Thénières comprend trois ZNIEFF de type 1, : 
- les « Gorges de la Truyère de Rueyres au Trébuc » (2 494 ha), couvrant 7 communes du département[21] ;
- les « Rivières de la Truyère et du Goul » (714,8 ha), couvrant 11 communes dont 9 dans l'Aveyron et 2 dans le Cantal[22] ;
- les « Zones humides des Ondes » (241,2 ha), couvrant 3 communes du département[23] ;

et une ZNIEFF de type 2,, 
la « Vallée de la Truyère, du Goul et de la Bromme » (8 876 ha), qui s'étend sur 18 communes dont 12 dans l'Aveyron et 6 dans le Cantal.

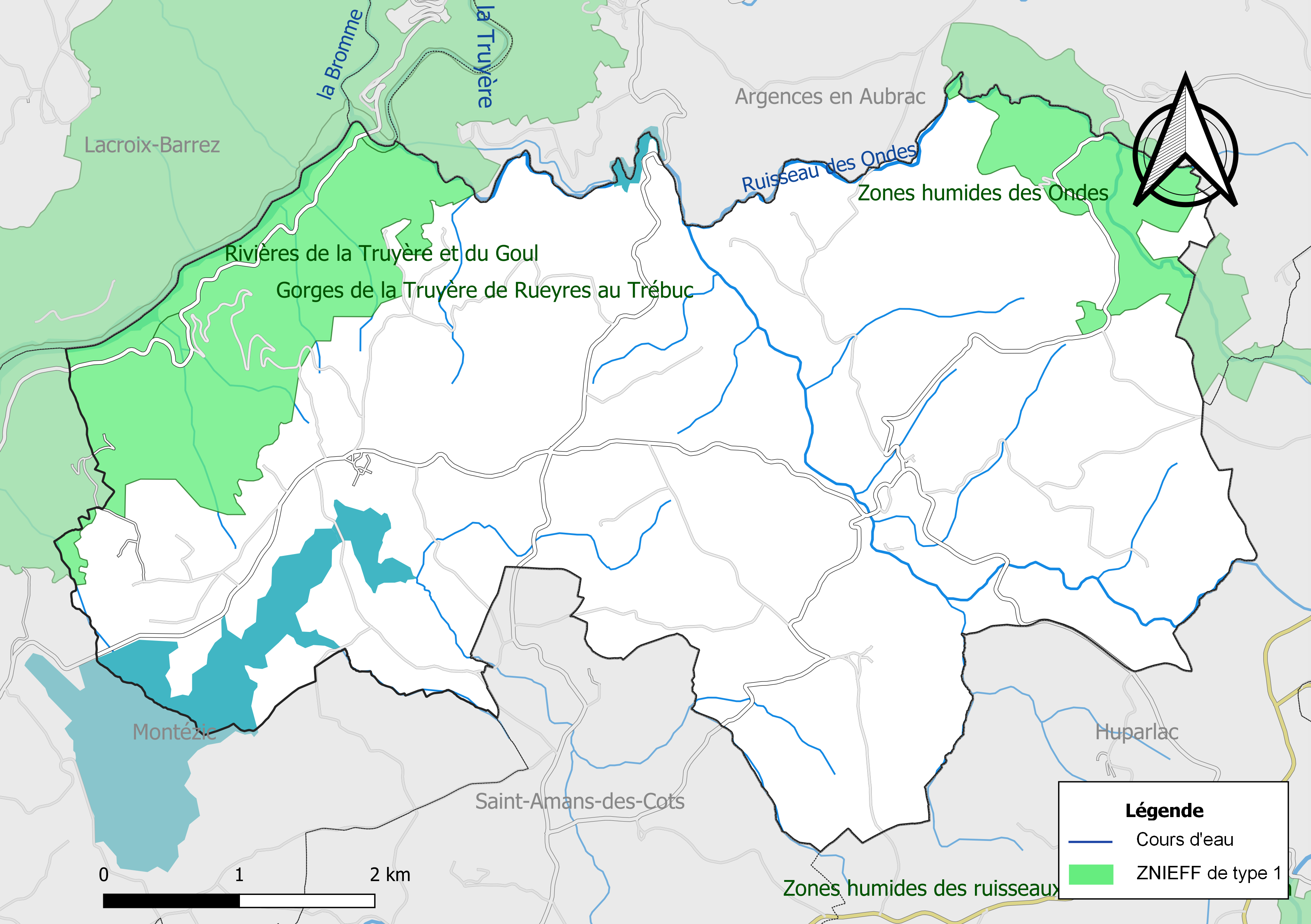
Carte des ZNIEFF de type 1 de la commune.
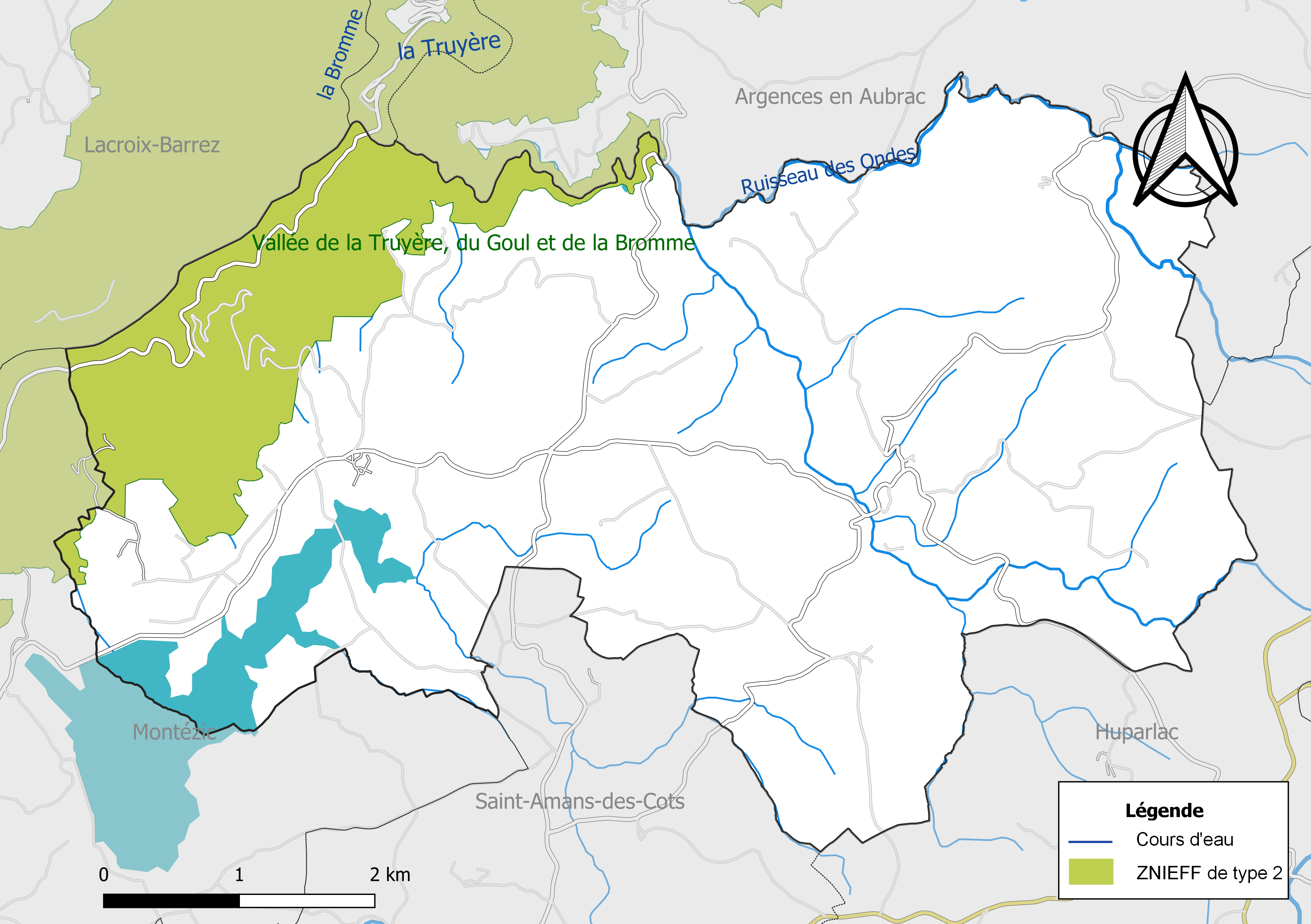
Carte de la ZNIEFF de type 2 de la commune.

## Urbanisme

### Typologie
Au 1er janvier 2024, Saint-Symphorien-de-Thénières est catégorisée commune rurale à habitat très dispersé, selon la nouvelle grille communale de densité à 7 niveaux définie par l'Insee en 2022.
Elle est située hors unité urbaine et hors attraction des villes,.

### Occupation des sols

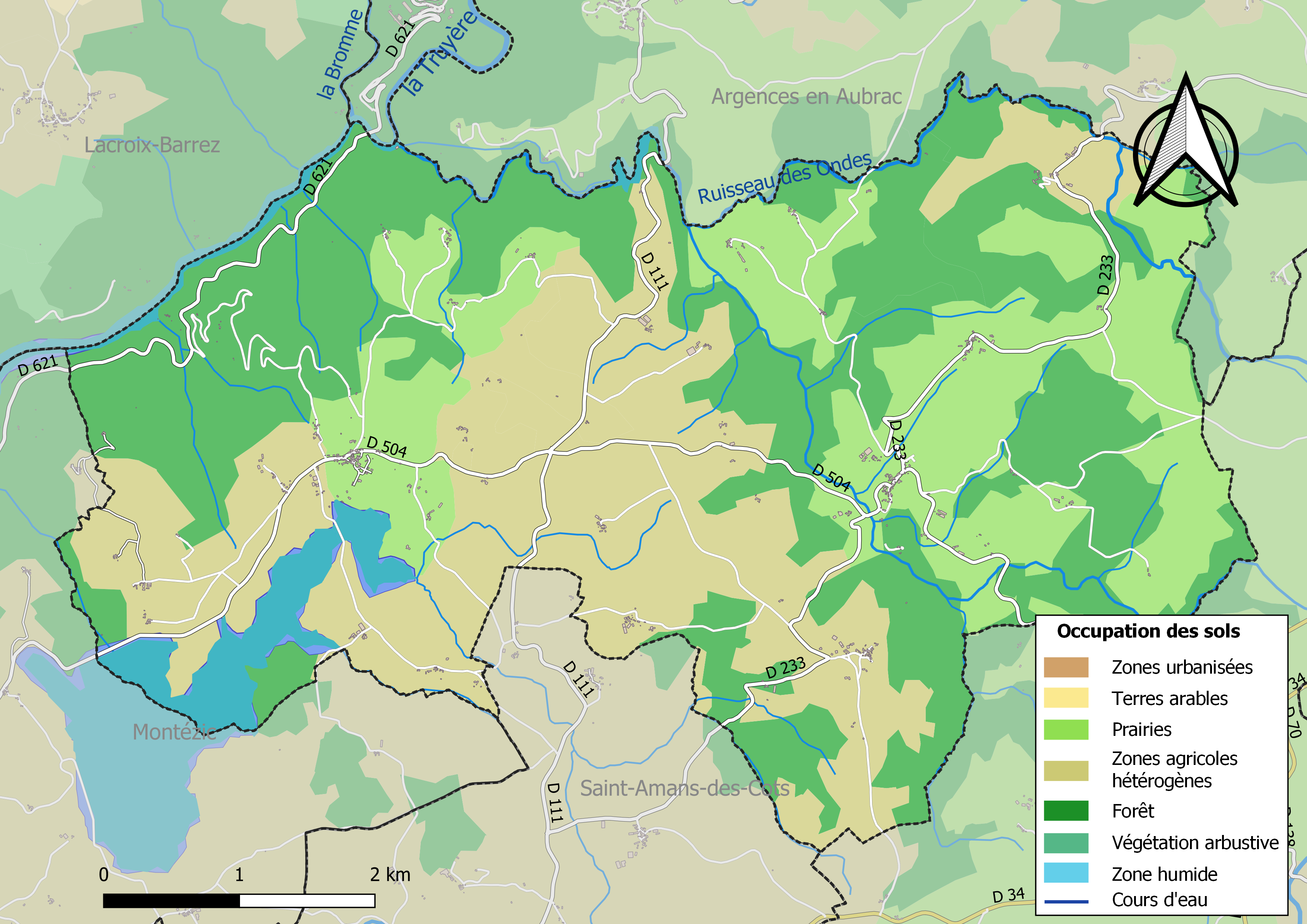
Infrastructures et occupation des sols de la commune de Saint-Symphorien-de-Thénières.

L'occupation des sols de la commune, telle qu'elle ressort de la base de données européenne d’occupation biophysique des sols Corine Land Cover (CLC), est marquée par l'importance des territoires agricoles (57,5 % en 2018), en augmentation par rapport à 1990 (52,3 %). La répartition détaillée en 2018 est la suivante : 
forêts (39,3 %), zones agricoles hétérogènes (32,8 %), prairies (24,7 %), eaux continentales (3,3 %).

### Planification
La commune avait engagé en 2017 l'élaboration d'un plan local d'urbanisme.

### Risques majeurs
Le territoire de la commune de Saint-Symphorien-de-Thénières est vulnérable à différents aléas naturels : climatiques (hiver exceptionnel ou canicule), feux de forêts et séisme (sismicité faible).
Il est également exposé à un risque technologique, la rupture d'un barrage, et à un risque particulier, le risque radon,.

#### Risques naturels
Le Plan départemental de protection des forêts contre les incendies découpe le département de l’Aveyron en sept « bassins de risque » et définit une sensibilité des communes à l’aléa feux de forêt (de faible à très forte). La commune est classée en sensibilité faible.
Les mouvements de terrains susceptibles de se produire sur la commune sont liés au retrait-gonflement des argiles, conséquence d'un changement d'humidité des sols argileux. Les argiles sont capables de fixer l'eau disponible mais aussi de la perdre en se rétractant en cas de sécheresse. Ce phénomène peut provoquer des dégâts très importants sur les constructions (fissures, déformations des ouvertures) pouvant rendre inhabitables certains locaux. La carte de zonage de cet aléa peut être consultée sur le site de l'observatoire national des risques naturels Georisques

#### Risques technologiques
Dans le département de l'Aveyron on dénombre huit grands barrages susceptibles d’occasionner des dégâts en cas de rupture. La commune fait partie des 64 communes susceptibles d’être touchées par l’onde de submersion consécutive à la rupture d’un de ces barrages.

#### Risque particulier
Dans plusieurs parties du territoire national, le radon, accumulé dans certains logements ou autres locaux, peut constituer une source significative d’exposition de la population aux rayonnements ionisants. Toutes les communes du département sont concernées par le risque radon à un niveau plus ou moins élevé. Selon le dossier départemental des risques majeurs du département établi en 2013, la commune de Saint-Symphorien-de-Thénières est classée à risque moyen à élevé. Un décret du 4 juin 2018 a modifié la terminologie du zonage définie dans le code de la santé publique et a été complété par un arrêté du 27 juin 2018 portant délimitation des zones à potentiel radon du territoire français. La commune est désormais en zone 3, à savoir zone à potentiel radon significatif.

## Histoire
Autrefois couramment appelée Saint Symphorien-Bédène, d'après le nom de son terroir. Sous l'Ancien Régime, cette paroisse devait être particulièrement pauvre car on retrouve certains de ses habitants migrant dans tout le Sud-Ouest du Cantal, l'Est du Lot et le Nord-Aveyron. Il s'agit de la commune la plus représentée parmi les rares migrants que l'on trouvait à l'époque dans la région.
En 1833, la commune de Saint-Gervais fusionne avec Saint-Symphorien-de-Thénières et le territoire communal de la commune d'Aurières est réparti entre Montézic et Saint-Symphorien-de-Thénières.

## Politique et administration

### Découpage territorial
La commune de Saint-Symphorien-de-Thénières est membre de la communauté de communes Aubrac, Carladez et Viadène, un établissement public de coopération intercommunale (EPCI) à fiscalité propre créé le 1er janvier 2017 dont le siège est à Laguiole. Ce dernier est par ailleurs membre d'autres groupements intercommunaux.
Sur le plan administratif, elle est rattachée à l'arrondissement de Rodez, au département de l'Aveyron et à la région Occitanie. Sur le plan électoral, elle dépend du  canton d'Aubrac et Carladez pour l'élection des conseillers départementaux, depuis le redécoupage cantonal de 2014 entré en vigueur en 2015, et de la première circonscription de l'Aveyron  pour les élections législatives, depuis le dernier découpage électoral de 2010.

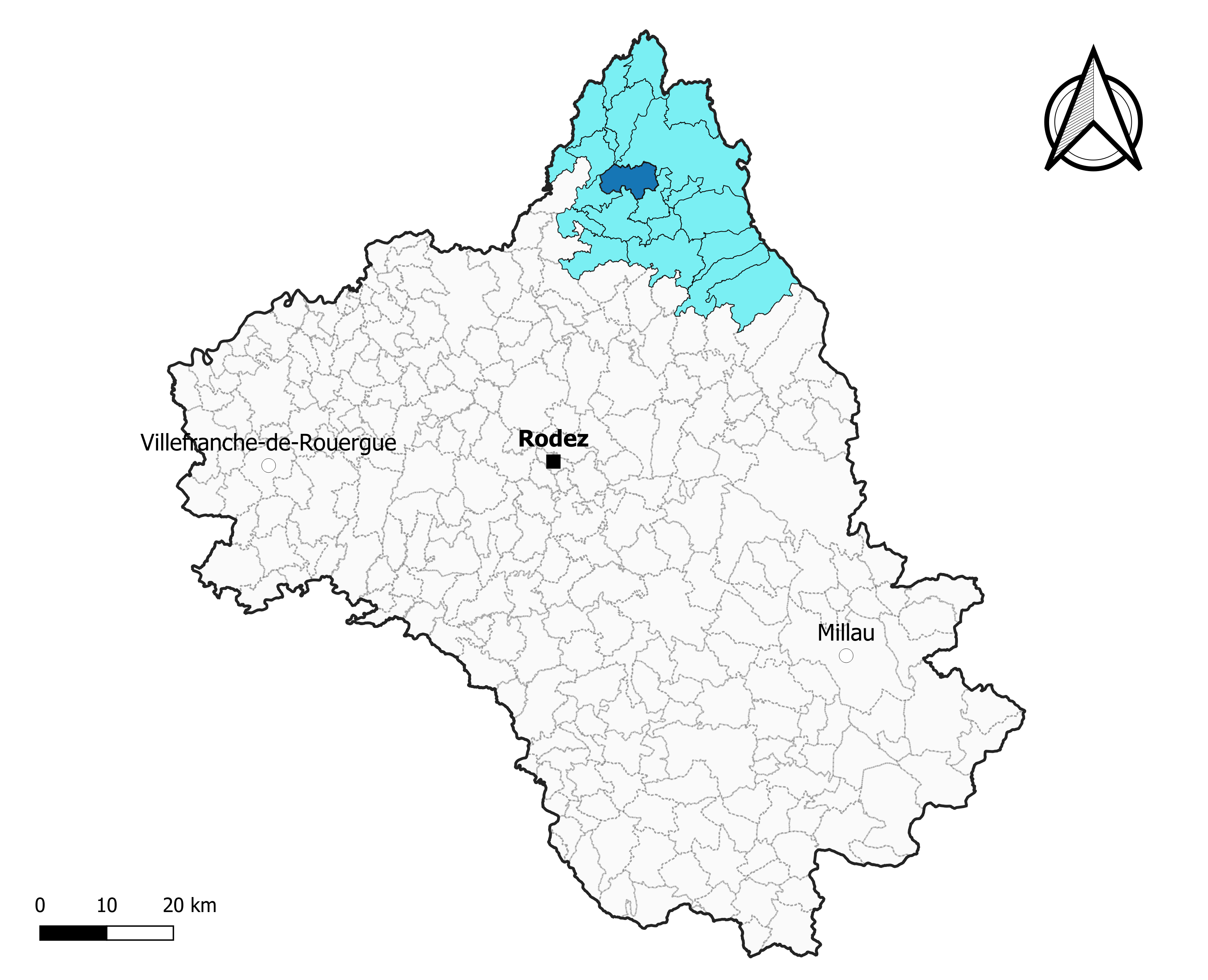
Saint-Symphorien-de-Thénières dans l'intercommunalité en 2020[Note 3].
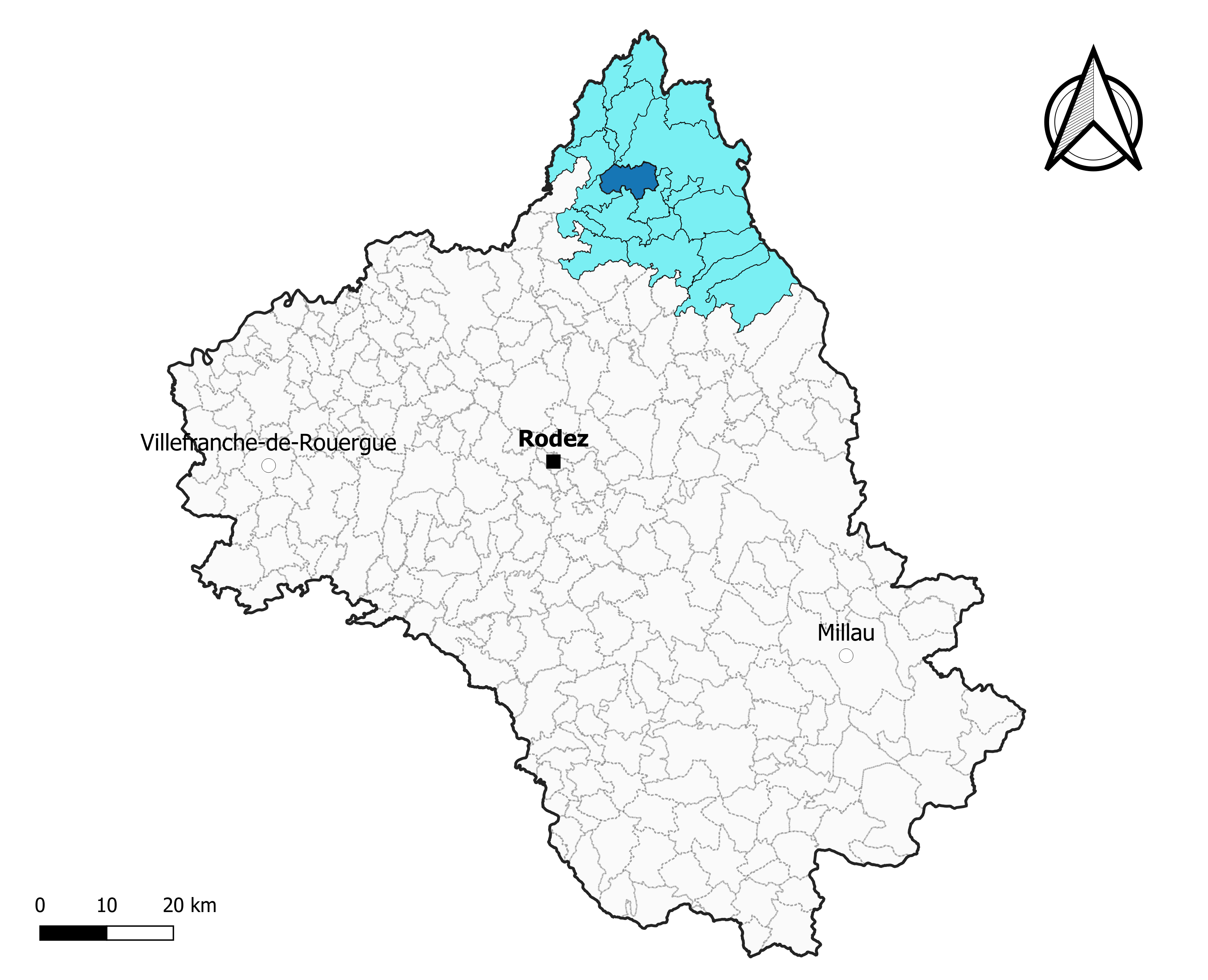
Saint-Symphorien-de-Thénières dans le canton d'Aubrac et Carladez en 2020 (périmètre identique à celui de la carte précédente).
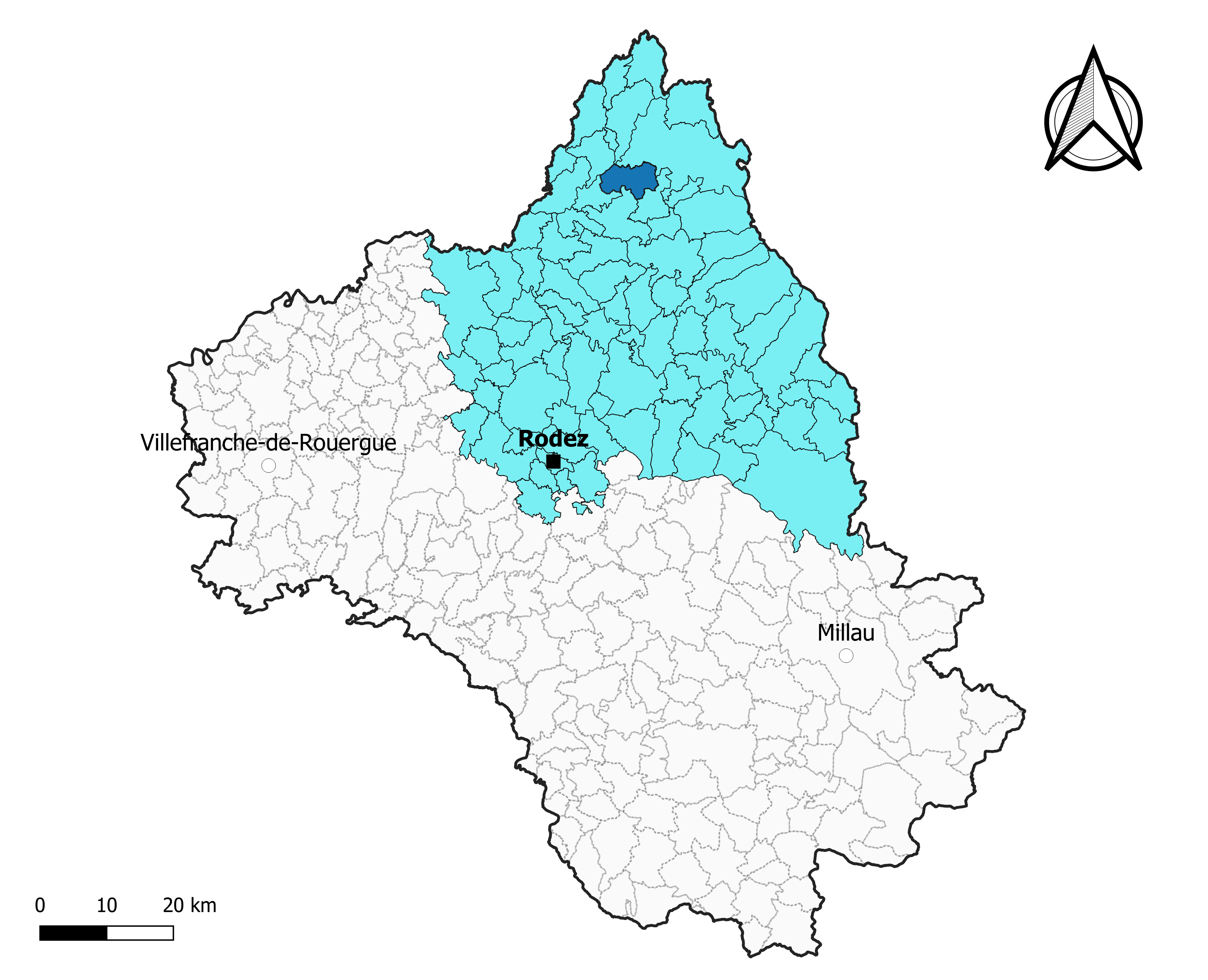
Saint-Symphorien-de-Thénières dans l'arrondissement de Rodez en 2020.

### Élections municipales et communautaires

#### Élections de 2020
Le conseil municipal de Saint-Symphorien-de-Thénières, commune de moins de 1 000 habitants, est élu au scrutin majoritaire plurinominal à deux tours avec candidatures isolées ou groupées et possibilité de panachage. Compte tenu de la population communale, le nombre de sièges à pourvoir lors des élections municipales de 2020 est de 11. Sur les douze candidats en lice, onze sont élus dès le premier tour, le 15 mars 2020, correspondant à la totalité des sièges à pourvoir, avec un taux de participation de 48,05 %.
Robert Rispal, maire sortant, est réélu pour un nouveau mandat le 25 mai 2020.
Dans les communes de moins de 1 000 habitants, les conseillers communautaires sont désignés parmi les conseillers municipaux élus en suivant l’ordre du tableau (maire, adjoints puis conseillers municipaux) et dans la limite du nombre de sièges attribués à la commune au sein du conseil communautaire. Un siège est attribué à la commune au sein de la communauté de communes Aubrac, Carladez et Viadène.

#### Liste des maires
| Période                                  | Période  | Identité       | Étiquette | Qualité      |
| ---------------------------------------- | -------- | -------------- | --------- | ------------ |
| Les données manquantes sont à compléter. |          |                |           |              |
|                                          |          |                |           |              |
| 1983                                     | 2014     | Émile Desmons  |           |              |
| mars 2014 (réélu en mai 2020)            | En cours | Robert Rispal, | SE        | Ancien cadre |

## Démographie
L'évolution du nombre d'habitants est connue à travers les recensements de la population effectués dans la commune depuis 1793. Pour les communes de moins de 10 000 habitants, une enquête de recensement portant sur toute la population est réalisée tous les cinq ans, les populations de référence des années intermédiaires étant quant à elles estimées par interpolation ou extrapolation. Pour la commune, le premier recensement exhaustif entrant dans le cadre du nouveau dispositif a été réalisé en 2006.

En 2022, la commune comptait 219 habitants, en évolution de +2,82 % par rapport à 2016 (Aveyron : +0,37 %, France hors Mayotte : +2,11 %).
| 1793 | 1800 | 1806 | 1821 | 1831  | 1836  | 1841  | 1846  | 1851  |
| ---- | ---- | ---- | ---- | ----- | ----- | ----- | ----- | ----- |
| 800  | 350  | 880  | 967  | 1 041 | 1 031 | 1 043 | 1 125 | 1 115 |

| 1856 | 1861 | 1866 | 1872 | 1876 | 1881 | 1886 | 1891 | 1896 |
| ---- | ---- | ---- | ---- | ---- | ---- | ---- | ---- | ---- |
| 960  | 914  | 887  | 913  | 835  | 835  | 900  | 800  | 790  |

| 1901 | 1906 | 1911 | 1921 | 1926 | 1931 | 1936 | 1946 | 1954 |
| ---- | ---- | ---- | ---- | ---- | ---- | ---- | ---- | ---- |
| 779  | 719  | 712  | 674  | 635  | 595  | 610  | 543  | 432  |

| 1962 | 1968 | 1975 | 1982 | 1990 | 1999 | 2006 | 2011 | 2016 |
| ---- | ---- | ---- | ---- | ---- | ---- | ---- | ---- | ---- |
| 403  | 330  | 294  | 311  | 251  | 228  | 236  | 235  | 213  |

| 2021 | 2022 | - | - | - | - | - | - | - |
| ---- | ---- | - | - | - | - | - | - | - |
| 214  | 219  | - | - | - | - | - | - | - |

## Économie

### Revenus
En 2018  (données Insee publiées en septembre 2021), la commune compte 89 ménages fiscaux, regroupant 195 personnes. La médiane du revenu disponible par unité de consommation est de 18 870 € (20 640 € dans le département).

### Emploi
| Division       | 2008  | 2013  | 2018  |
| -------------- | ----- | ----- | ----- |
| Commune        | 3,8 % | 2,5 % | 3,6 % |
| Département    | 5,4 % | 7,1 % | 7,1 % |
| France entière | 8,3 % | 10 %  | 10 %  |

En 2018, la population âgée de 15 à 64 ans s'élève à 109 personnes, parmi lesquelles on compte 80,2 % d'actifs (76,6 % ayant un emploi et 3,6 % de chômeurs) et 19,8 % d'inactifs,. Depuis 2008, le taux de chômage communal (au sens du recensement) des 15-64 ans est inférieur à celui de la France et du département.
La commune est hors attraction des villes,. Elle compte 62 emplois en 2018, contre 61 en 2013 et 61 en 2008. Le nombre d'actifs ayant un emploi résidant dans la commune est de 85, soit un indicateur de concentration d'emploi de 72,8 % et un taux d'activité parmi les 15 ans ou plus de 47,4 %.
Sur ces 85 actifs de 15 ans ou plus ayant un emploi, 48 travaillent dans la commune, soit 56 % des habitants. Pour se rendre au travail, 65,5 % des habitants utilisent un véhicule personnel ou de fonction à quatre roues, 3,4 % les transports en commun, 5,7 % s'y rendent en deux-roues, à vélo ou à pied et 25,3 % n'ont pas besoin de transport (travail au domicile).

### Activités hors agriculture
20 établissements sont implantés  à Saint-Symphorien-de-Thénières au 31 décembre 2019.
Le secteur de l'industrie manufacturière, des industries extractives et autres est prépondérant sur la commune puisqu'il représente 45 % du nombre total d'établissements de la commune (9 sur les 20 entreprises implantées  à Saint-Symphorien-de-Thénières), contre 17,7 % au niveau départemental.

### Agriculture
La commune est dans l'Aubrac, une petite région agricole occupant le nord du département de l'Aveyron. En 2020, l'orientation technico-économique de l'agriculture  sur la commune est l'élevage de bovins, pour la viande.
|               | 1988  | 2000  | 2010  | 2020  |
| ------------- | ----- | ----- | ----- | ----- |
| Exploitations | 46    | 30    | 23    | 21    |
| SAU (ha)      | 1 589 | 1 561 | 1 568 | 1 539 |

Le nombre d'exploitations agricoles en activité et ayant leur siège dans la commune est passé de 46 lors du recensement agricole de 1988  à 30 en 2000 puis à 23 en 2010 et enfin à 21 en 2020, soit une baisse de 54 % en 32 ans. Le même mouvement est observé à l'échelle du département qui a perdu pendant cette période 51 % de ses exploitations,. La surface agricole utilisée sur la commune a également diminué, passant de 1 589 ha en 1988 à 1 539 ha en 2020. Parallèlement la surface agricole utilisée moyenne par exploitation a augmenté, passant de 35 à 73 ha.

## Culture locale et patrimoine

### Lieux et monuments
- L'église de Saint-Symphorien-de-Thénières datant des XVe et XVIe siècles est inscrite au titre des monuments historiques depuis 1927[59]. Elle possède une nef de trois travées accompagnée de bas-côtés et terminée par un chœur polygonal avec abside à trois pans.
- Église Saint-Gervais-et-Saint-Protais de Saint-Gervais.
- Le château de Thénières appelé aussi le château de Tinières.

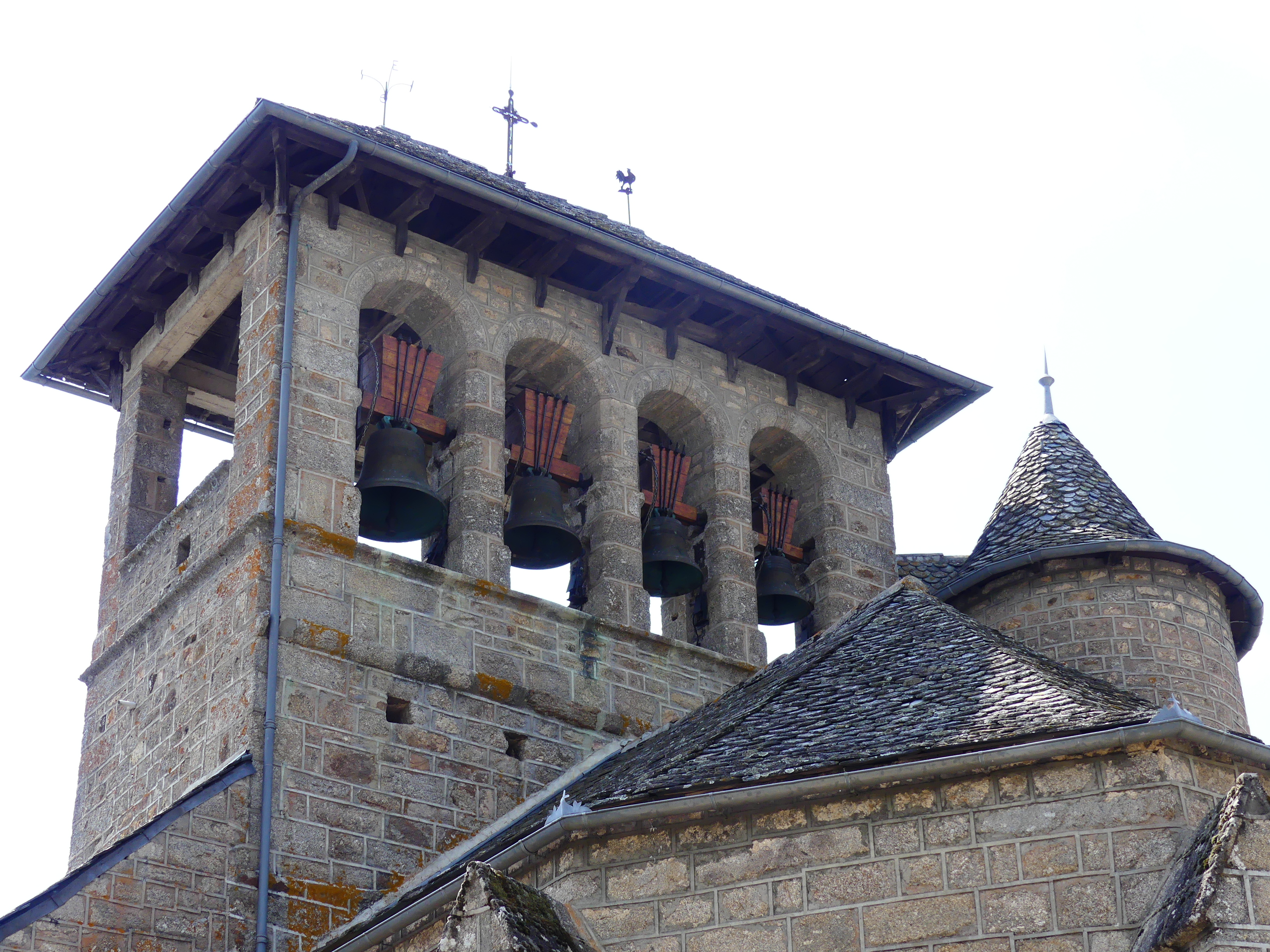
Le clocher-mur de l'église.
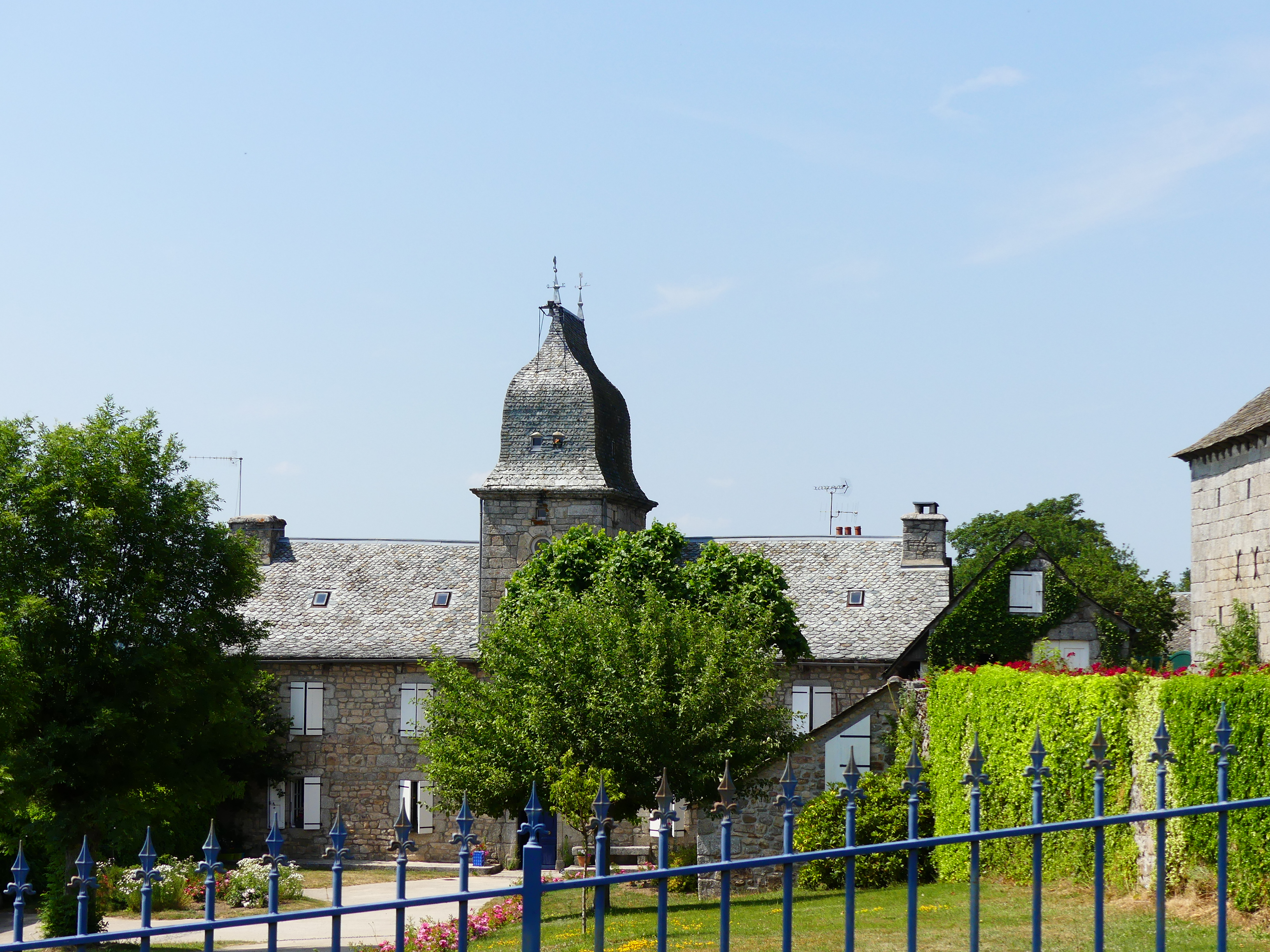
Le domaine de la Bouscarie à Saint-Gervais.
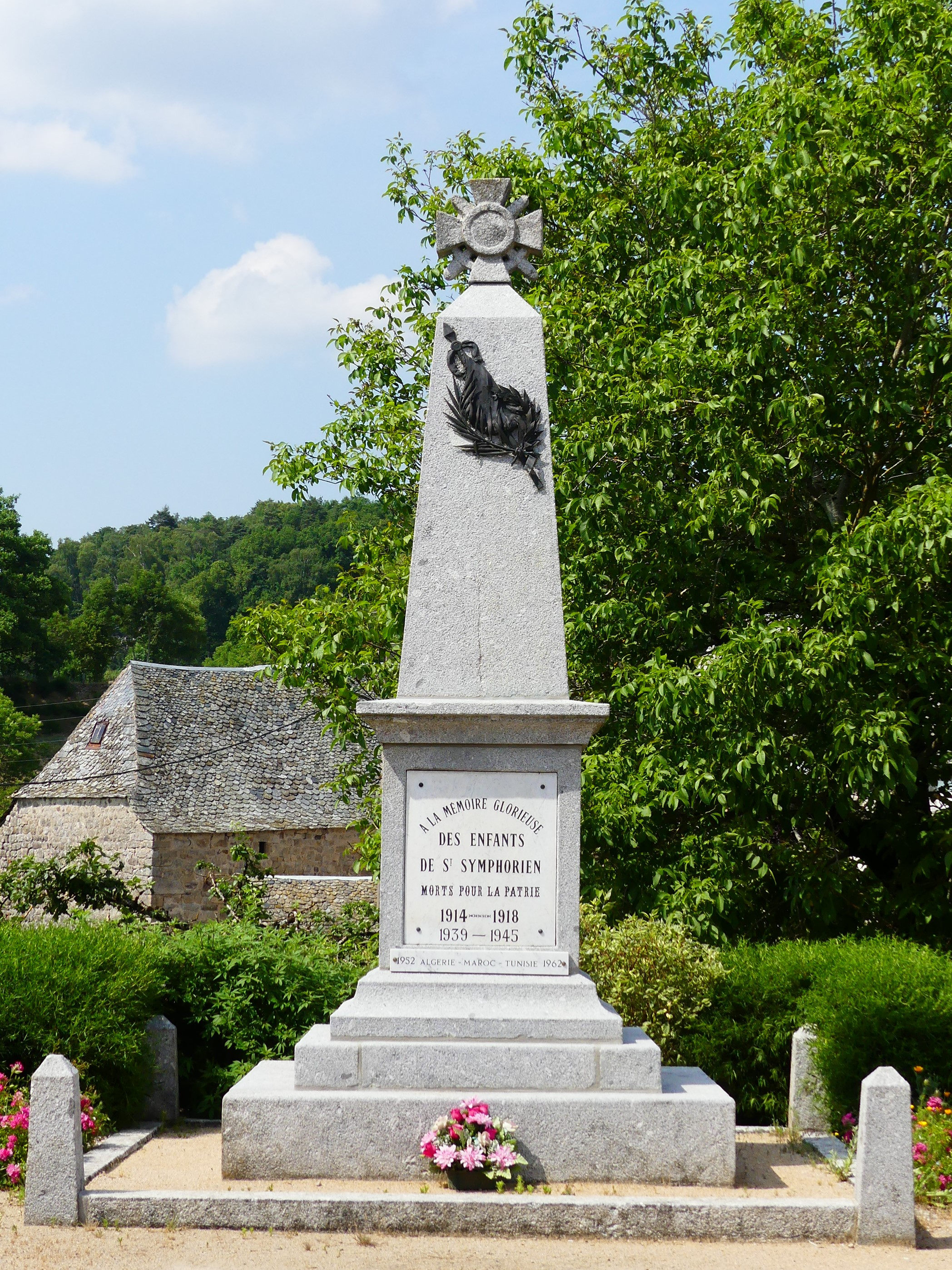
Le monument aux morts.